# Nes (gmina)
Nes (far. Nes kommuna) – jedna z 30 gmin archipelagu Wysp Owczych, duńskiego terytorium zależnego na Oceanie Atlantyckim. Do Nes kommuny przylega jedynie gmina Runavík. Siedzibą władz gminy jest Toftir.
Gmina znajduje się w południowej części wyspy Eysturoy. Zajmuje powierzchnię 13,9 km².
Według danych na 1 stycznia 2014 roku zamieszkuje ją 1212 osób.

## Historia
Od 1872 roku istniała Eysturoyar Prestagjalds kommuna, w której skład wchodziły tereny współczesnej gminy Nes. Od tej jednostki w 1894 roku odłączyła się Nes og Gøtu kommuna, z tej zaś osiemnaście lat później oddzieliła się gmina Nes. W 1967 odłączyła się od niej gmina Runavík.

## Populacja
Gminę zamieszkuje obecnie 1212 osób. Współczynnik feminizacji wynosi ponad 91 (na 579 kobiet przypada 633 mężczyzn). Społeczeństwo jest stosunkowo młode, ponad 30% ludności stanowią osoby poniżej dziewiętnastego roku życia, zaś ludzie starsi niż 60 lat ok. 20%. Największą grupą w przedziałach dziesięcioletnich są mężczyźni poniżej dziesiątego roku życia (110 osób).
Ogólnodostępne dane dotyczące liczby ludności gminy liczone są od roku 1970. Liczba ludności sukcesywnie wzrastała od tamtego czasu do roku 1990 (z 869 do 1148 osób). Wówczas na Wyspach Owczych miał miejsce kryzys gospodarczy i wielu mieszkańców emigrowało, głównie do Danii, dlatego już w 1995 roku populacja wyniosła 1074 osoby. Ponowny jej wzrost odnotowano w do roku 2010, gdy wyniosła 1264 mieszkańców, a następnie ponownie zauważany jest odpływ ludności z terenów gminy.

## Polityka
Burmistrzem gminy jest Jóhannus Danielsen z Partii Ludowej. Prócz niego w składzie rady gminnej znajduje się sześć osób. Ostatnie wybory samorządowe na Wyspach Owczych odbyły się w roku 2012, a ich wyniki w Nes kommuna przedstawiały się następująco:
| Lista | Nazwa partii                    | Głosy | Procent | Mandaty | Mandaty |
| ----- | ------------------------------- | ----- | ------- | ------- | ------- |
| A     | Partia Ludowa (Fólkaflokkurin)  | 545   | 74,15   | 5       | 0       |
| B     | Partia Unii (Sambandsflokkurin) | 190   | 25,85   | 2       | 0       |
|       | Suma                            | 736   | 100     | 7       | 0       |

| Lista A        | Lista A               | Lista A        | Lista B           | Lista B              | Lista B           |
| Fólkaflokkurin | Fólkaflokkurin        | Fólkaflokkurin | Sambandsflokkurin | Sambandsflokkurin    | Sambandsflokkurin |
| Nr             | Kandydat              | Głosy          | Nr                | Kandydat             | Głosy             |
| -------------- | --------------------- | -------------- | ----------------- | -------------------- | ----------------- |
| 1.             | Álvur Højgaard        | 2              | 1.                | Súnfríð Jacobsen     | 28                |
| 2.             | Tummas Eliassen       | 32             | 2.                | Sigvør Nesá          | 16                |
| 3.             | Súni í Hjøllum        | 95             | 3.                | Peddy Højgaard       | 15                |
| 4.             | Petur í Túni          | 16             | 4.                | Olivia Langgaard     | 4                 |
| 5.             | Petur Jákup Petersen  | 46             | 5.                | Katrin Poulsen       | 9                 |
| 6.             | Niclas Davidsen       | 80             | 6.                | Ida Jacobsen         | 3                 |
| 7.             | Mortan Højgaard       | 73             | 7.                | Fríða Lómstein       | 7                 |
| 8.             | Jóhannus Danielsen    | 96             | 8.                | Eydna Olsen          | 10                |
| 9.             | Jákup Martin Kjeld    | 41             | 9.                | Elin á Torkilsheyggi | 85                |
| 10.            | Jákup Alfredson Olsen | 53             | 10.               | Edith Olsen          | 5                 |
| 11.            | Hans Eiler Hammer     | 11             | 11.               | Anni Benjaminsen     | 6                 |
|                | Lista                 | 0              |                   | Lista                | 2                 |

Frekwencja wyniosła 84,19% (na 873 uprawnionych zagłosowało 736 osób). Oddano jedną kartę wypełnioną błędnie i ani jednej niewypełnionej.

## Miejscowości wchodzące w skład gminy Nes
| Miejscowość | Liczba mieszkańców (01.01.2014) | Krótki opis | Zdjęcie |
| ----------- | ------------------------------- | --- | ------- |
| Nes         | 334                             | W czasie II wojny światowej znajdowała się tam placówka alianckiego wojska, w której skład wchodziły dwa ciężkie działa. Jedno z nich po wojnie wrzucono do oceanu, materiał z drugiego posłużył do budowy nowego portu w Toftir. w późniejszym czasie pierwsze wyłowiono i ustawiono w miejscu, gdzie znajdowało się oryginalnie. Znajdujący się tam kościół wybudowano w 1843 roku. | Nes.    |
| Saltnes     | 123                             | W 1843 zbudowano tam szkołę z drewna, pochodzącego z rozbiórki starego kościoła właśnie w Nes. |         |
| Toftir      | 755                             | Znajduje się tam stadion Svangaskarð, na którym rozgrywane są mecze reprezentacji Wysp Owczych w piłce nożnej. W 1969 roku zaczęła tam działać jedna z największych na Wyspach Owczych wytwórnia filetów rybnych. Nowoczesny kościół w Toftir pochodzi z 1994 roku. | Toftir. |